# Трг Тјенанмен
Трг Тјенанмен (на традиционалном кинеском писму 天安門廣場 ) је градски трг у центру Пекинга, који се налази јужно од Забрањеног града.
Назив је добио по истоименој капији Тјенанмен (на традиционалном кинеском писму: 天安門 ), што у преводу значи Капија небеског мира.
На тргу се налазе Споменик народним херојима, Велика сала народа, Национални музеј Кине и Маузолеј Мао Цедунга. Мао Цедунг је на тргу 1. октобра 1949. прогласио оснивање Народне Републике Кине; тамо се и данас обележава годишњица овог догађаја. Величина Трга Тјенанмен је 765 x 282 метара, око 53 хектара. Трг Има велики културни значај јер је био место неколико важних догађаја у кинеској историји.